# Charles de Bueil
Pour les autres membres de la famille, voir Famille de Bueil.
Pour les articles homonymes, voir Bueil.
Charles de Bueil (avant 1497 - 13 septembre 1515), comte de Sancerre (1513-1515), baron de Vailly, seigneur de Bueil, fils de Jacques de Bueil et de Jeanne de Bois-Jourdan.
Il fit au roi Louis XII foi et hommage du comté de Sancerre, de la baronnie de Vailly et des seigneuries mouvantes de la couronne, qui étaient attachées à son comté. Charles épouse Anne de Polignac (° 1495 - + 29/03/1554 à Verteuil), dame de Randan et de Beaumont, fille unique et héritière de Jean, vicomte de Polignac, et de Jeanne fille de Jean II de Chambes de Montsoreau. 
Charles se distingua dans les guerres d'Italie. Capitaine, il commande et est tué le 13 septembre 1515 à la tête d'une compagnie de gendarmerie à la bataille de Marignan. Charles de Bueil, et le duc de Châtellerault, d'Imbercourt, Jacques d'Amboise seigneur de Bussy, Hugues d'Amboise, baron d'Aubijoux, fondant la lance en arrêt sur le bataillon des Suisses, se firent jour en deux ou trois endroits, culbutèrent et foulèrent aux pieds de leurs chevaux un grand nombre de combattants, mais périrent presque tous dans ce premier effort. Son frère Louis de Bueil y fut blessé.
Devenue veuve à 19 ans, Anne de Polignac se remariera le 5 février 1518 à François II de La Rochefoucauld (° 1494- + 1533), comte de La Rochefoucauld, prince de Marcillac (1500), baron de Verteuil.
Charles et Anne eurent pour fils Jean VI de Bueil, mort à 22 ans et sans postérité.